# ГМ2 ганглиозидозе
ГМ2 ганглиозидозе спадају у групу хетерогених аутозомно рецесивних наследних поремећаја или подгрупа сфинголипидоза у којима постоји акумулација ганглиозида ГМ2 као резултат дефекта у неком аспекту хексосаминидазног система.  Односи се на лизозомалне болести складиштења и има три варијанте повезане са мутацијама у различитим генима који утичу на активност укупне хексосаминидазе. Две варијанте болести познатије су под појединачним називима, добијеним у част аутора који су први описали њихову клиничку слику: Теј-Саксова болест Сандхофова болест. Трећа варијанта ове болести се зове ГМ2 ганглиозидоза  АБ варијанта. 
Најчешћа клиничка варијанта је Тај–Саксова болест (ОМИМ272800), код које постоји прогресивно психомоторичко погоршање и слепило. То је због мутације у гену који кодира α подјединицу ензима хексосаминидазе А (ХЕКСА) на хромозому 15q23–q24. 
Код Сандхофове болести (ОМИМ268800), која је фенотипски слична, ганглиозиди се таложе у скоро свим ћелијама тела, за разлику од Тaj–Саксове болести, код које се наслаге не јављају изван нервног система.  Код Сандхофове болести, мутација укључује β подјединицу хексосаминидазе (ХЕКСБ), на хромозому 5q13.

## Епидемиологија
Сва три поремећаја: Теј-Саксова болест, Сандхофова болест и варијанта ове болести кој се зове АБ варијанта ГМ2 ганглиозидозе, су ретке болести у општој популацији.

## Историја
Клиничка слика прве наследне болести из групе лизозомалних болести складиштења ( Тај-Саксова болест ) описана је 1881. године.
Током 1960-их и раних 1970-их, откривен је ензимски дефект који узрокује развој фенотипа Тај-Саксове болести (ТСБ) . Касније је развијен тест за ТСБ, и тада Тај-Саксова болест постаје позната као модел за "масовни скрининг " у медицинској генетици, односно истраживачки модел за разумевање механизма и могуће превенције свих аутозомно генетских поремећаја  .
Дуго времена , Теј-Саксова болест, Сандхофова болест и АБ варијанта ГМ2 ганглиозидозе нису биле диференциране, већ су клинички разматране као једна болест. Ово је олакшано чињеницом да су све три варијанте ГМ2 ганглиозидозе повезане са нарушавањем једног метаболичког пута и испољавањм сличних симптома. 
У већини случајева генских поремећаја , њихово именовање и класификација одражавају историју открића, као и покушаје класификације на основу биохемијских, патофизиолошких и генетских дијагностичких података. Међутим, три типа  ГМ2 ганглиозидоза су идентификоване и именоване одвојено. Свака од варијанти представља посебан, са молекуларне тачке гледишта, дефект у подјединици потребној за активацију ензима.

## Патогенеза
Болест се карактерише недостатком β-хексосаминидазе (А или Б) - ензима лизозома укључених у катаболизам деривата масних киселина - ганглиозида ГМ2 и глобозида.
Бета-хексосаминидаза је витални хидролитички ензим који се налази у лизозомима и који разлаже липиде . У случају генетски условљеног недостатка или дефекта, када β-хексосаминидаза не функционише правилно, липиди који се акумулирају у нервном ткиву изазивају испољавање карактеристичних клиничких симптома . Већина варијанти ГМ2 ганглиозидозе се развија рано у животу (када се  мозак брзо развија )и доприноси његовој брзој биоразградњи. 
Са изузетком ретких касних облика болести, сви типови ГМ2 ганглиозидозе су фатални.

## Наслеђе
Аутозомно рецесивни механизам наслеђивања ГМ 2 ганглиозидозе: ба родитеља су носиоци дефектног гена (означено црвеним кругом). 
Према Менделовим законима , 
- 50% деце ће постати носиоци болести (као и њихови родитељи),
- 25% ће се родити генетски здраво,
- 25% случајева ће се родити генетски болесно.

Ова група болести је наследна, као и велика већина лизозомних болести складиштења , према аутозомно-рецесивном начину наслеђивања. Дакле, јавља се са истом учесталошћу и код мушкараца и код жена .
Аутозомно рецесивно наслеђивање у пракси значи да се дефектни ген налази на једном од два алелна аутозома . Болест се клинички манифестује само када су оба аутозома, добијена један по један од оца и мајке, дефектна за овај ген. Као  свим случајевима аутозомно рецесивног наслеђивања, ако оба родитеља носе дефектни ген, онда је вероватноћа наслеђивања болести код потомства 1:4. (што значи да у просеку има троје деце без клиничких знакова манифестације генске болести  по оболелом детету у таквој породици). На дијаграму плава означава здраве, љубичаста - носиоце дефектног гена, црвена - ГМ2 ганг
| Карактеристике гена                                                    | HEXA | HEXB                                                                                  | GM2A                      |
| Локација хромозома                                                     | Банд 15q23-q24                                                                                                 | Банд 5q13                                                                             | Опсег 5q31.3-q33.1        |
| Производ                                                               | Алфа подјединица хекса А; подјединице Хекса С                                                                  | Бета подјединица хекса А; подјединице Хекса Б                                         | ГМ2 активатор беланчевина |
| Осетљивост на топлоту, пХ                                              | Топлотно лабилан, кисел                                                                                        | Топлотно стабилан, основни                                                            | Топлотно стабилан, киселi |
| ТСД-Б варијанта TСД-псеудо-АБ варијанта Kласични инфантилни акутни ТСД | Најтежи фенотип; оба алела су одсутна или су мутирана (недостатак Хек А може довести до повећаног нивои Хек Б) | Нормално                                                                              | Нормално                  |
| Б1 варијанта ТСД                                                       | Мутирана (скоро нормалан Хек А је неактиван према ГМ2 )                                                        | Нормално                                                                              | Нормално                  |
| ТСД хроничног типа одраслих                                            | Мутирана, псеудодефицијенција мутација у најмање 1 алелу                                                       | Нормално                                                                              | Нормално                  |
| СД, О варијанта                                                        | Нормално | Оба алела одсутна или мутиран (дефицит Хек Б; може довести до неких Хек С активностi) | Нормално                  |
| хексосаминидаза Париз (СД)                                             | Нормално | Најмање 1 мутирани алел (неке нормалне Хек Б активности)                              | Нормално                  |
| АБ варијанта (хексосаминидаза недостатак активатора)                   | Нормално (повећанe количине производа)                                                                         | Нормално (повећанe количине производа)                                                | Одсутан или мутиран       |
| Познате мутације                                                       | 105 | 31                                                                                    | 5                         |

## Типови  ГМ2 ганглиозидоза

### Теј-Саксова болест
Теј-Саксова болест је најраширенији у јеврејској популацији Ашкенази са приближном стопом носиоца од 1 од 30 Јевреја у Сједињеним Америчким Државама. Теј-Саксова болест је узрокован мутацијама у ХЕКСА гену који се налази на хромозому 15q23. Погођена беба изгледају нормално до отприлике 6 месеци старости, осим изражене реакције запрепашћења на буку која је евидентна убрзо након рођења. Погођена деца тада почињу да заостају у развојним прекретницама, а до једне године губе способност да стоје, седе и говоре. Рана хипотонија се развија у прогресивну спастичност, а следи немилосрдно погоршање, са конвулзијама, слепилом, глувоћом и трешњавоцрвеним пегама код скоро свих пацијената. Макроцефалија постаје очигледна у доби од годину дана и резултат је 200 до 300 пута нормалног садржаја ГМ2 ганглиозида депонованог у мозгу. Мало деце доживи старост од 3-4 године, а смрт је обично повезана са аспирацијом или бронхопнеумонијом. Недостатак изоензима хексосаминидазе А налази се у ткивима пацијената са ТСД. Доступан је прецизан и јефтин тест за откривање носиоца (серум или леукоцитна хексосаминидаза А), и ово је било ефикасно средство у дефинисаној популацији Јевреја Ашкеназа. Циљани скрининг је одговоран за чињеницу да се тренутно ретка деца са ТСД-ом рођена у Сједињеним Амерчким Државама најчешће рађају од родитеља који нису Јевреји који се не прегледају рутински.

### Сандхофова болест
Сандхофова болест је веома слична Теј-Саксовој болести у начину презентације, укључујући прогресивни губитак моторичких и језичких прекретница почевши од 6 месеци старости. Конвулзије, трешње-црвене мрље, макроцефалија и лице налик лутки присутни су код већине пацијената; међутим, деца са Сандхофовом болешћу могу имати и спленомегалију. Визуелни евоцирани потенцијали (ВЕП) су нормални у раној фази Сандхофове болести и Теј-Саксовој болести, али постају абнормални или одсутни како болест напредује. Слушни одговори можданог стабла показују продужене латенције. Дијагноза Сандхофове болести се поставља проналаском дефицитарних нивоа хексосаминидазе А и Б у серуму и леукоцитима. Деца обично умиру до 3 године живота. Сандхофова болест је узрокована мутацијама у ХЕКСБ гену који се налази на хромозому 5q13.

### Јувенилна ГМ2 ганглиозидоза
Јувенилна ГМ2 ганглиозидоза се развија у средини детињства, у почетку са неспретношћу праћеном атаксијом. Постепено се развијају знаци спастичности, атетозе, губитка језика и напади. Прогресивни губитак вида повезан је са оптичком атрофијом, али се пеге боје трешње ретко јављају код јувенилне ГМ2 ганглиозидозе. Недостатак хексосаминидазе је променљив (укупни недостатак скоро нормалан) код ових пацијената. Смрт се јавља око 15 година.

## Дијагноза
Сумња на присуство ове болести омогућава микроцефалија, присуство конвулзивних напада , трешња-црвених мрља на мрежњачи и изражена реакција бебе на звук (претерани страх). Дијагноза се верификује проучавањем активности ензима (хезосаминидазе А и Б).

### Дијагностичко тестови
Тренутно је клиничко дијагностичко тестирање, са сертификатом лабораторије Clinical Laboratory Improvement Amendments (CLIA) широко доступно за Теј-Саксову болест и Сандхофову болест.  ЦЛИА сертификовано клиничко дијагностичко тестирање за недостатак активатора хексосаминидазе је такође недавно постало доступно.
Недавне публикације описују фармаколошке пратиоце који могу да се стабилизују и тиме повећају нивое мутантне ß-хексосаминидазе А 3 до 6 пута у лизозомима пацијената са Теј-Саксовом болести и Сандхофовом болести.
Секвенцирање целог егзома (СЦЕ) брзо постаје клинички доступно, а са секвенцирањем следеће генерације, брзина протока се експоненцијално повећала. Раније се избегавало СЦЕ због његове високе цене и спорог временског оквира за враћање резултата. Сада када су трошкови СЦЕ тестирања знатно нижи и брже се враћају резултати, оно је усвојено као моћно средство у арсеналу дијагностичара.

### Хистопатологија
Цитоплазматске инклузије се могу видети у бројним ћелијама у осмификованим, полутанким, депоновим деловима у Сандхофовој болести.
Ретроспективно имунохистохемијско бојење узорака мозга може се користити за потврду дијагнозе ГМ2 ганглиозидозе.

### Електронска микроскопија
Инклузије везане за мембрану могу се наћи у ендотелним ћелијама, ћелијама глатких мишића, перицитима, Швановим ћелијама и еккриним секреторним ћелијама. Постоје ламеларне и вакуолне структуре и „тела зебре“ (вакуоле са попречним мембранама).
Код Теј-Саксове болести, лезије су ограничене на нервне аксоне, који могу бити проширени резидуалним телима, промена која се такође види код Сандхофове болести.
Инклузиона тела се такође налазе у култивисаним фибробластима код Сандхофове болести, али су прилично ретка код Теј-Саксове болести.

## Терапија
Не постоје одобрене терапије за лечење ГМ2 ганглиозидозе (Теј-Саксова и Сандхофова болест), па у том смислу терапију треба да спроводи мултидисциплинарни тим којиможе укључивати специјалисте неурологије, пулмологије, гастроентерологије, психијатарије, ортопедије, исхране, физикалне терапије и радне терапије.
Тренутни стандард неге болесника са ГМ2 ганглиозидозе ограничен је на помоћну негу и има за циљ да им обезбеди адекватну исхрану и хидратацију.  Ова помоћна нега може значајно побољшати квалитет живота људи погођених ГМ2 ганглиозидозом.

### Н-ацетил-леуцин
Н-ацетил-леуцин је орално примењена, модификована амино киселина коју компанија IntraBio Inc (Оксфорд, Уједињено Краљевство) развија као нови третман за више ретких и уобичајених неуролошких поремећаја.
Н-ацетил-леуцин је добио вишеструке ознаке од Америчке Управе за храну и лекове (ФДА) и Европске агенције за лекове (ЕМА) и Европске агенције за лекове (ЕМА) за лечење различитих генетске болести, укључујући ГМ2 ганглиозидозу (Так-Саксову и Сандхофову болест). Америчка ФДА је доделила Н-ацетил-леуцину произвођача IntraBio Inc  ознаку за лечење ретких педијатријских болест  као што је  ГМ2 ганглиозидозе.
Студије у којима је Н-ацетил-леуцин употребљен код пацијената са Тај-Саксовом и Сандхофовом болешћу су показале позитивне клиничке ефекте лечења  ГМ2 ганглиозидозе Ове студије су даље показале да се третман пацијенти добро толеришу, са добрим безбедносним профилом.
Мултинационално клиничко испитивање које истражује Н-ацетил-Л-леуцин за лечење ГМ2 ганглиозидозе (Тај-Саксову и Сандхофову болест) почела су 2019. године.
Компанија IntraBio Inc  такође је спроводи паралелна клиничка испитивања са Н-ацетил-Л-леуцином за лечење Ниман-Пикове болести типа Ц и атаксије-телангиектазије.  Будуће могућности за развој Н-ацетил-леуцина укључују:
- деменцију Левијевог тела,
- амиотрофичну латералну склерозу,
- синдром немирних ногу,
- мултиплу склерозу и
- мигрену.[14]